# Let It Go (James Bay)
Let It Go è un singolo del cantautore britannico James Bay, pubblicato il 12 maggio 2014 come primo estratto dal primo album in studio Chaos and the Calm.
La canzone è stata coscritta da Bay con Paul Barry e prodotta da Jacquire King.

## Video musicale
Il video musicale è stato pubblicato su YouTube il 23 marzo 2015.

## Tracce
1. Let It Go – 4:21
2. If You Ever Want to Be in Love – 3:59
3. Heavy Handed – 3:29
4. Hear Your Heart – 3:02
5. Running – 3:37